# Miraflores F.B.C.
 Miraflores Foot Ball Club fue un club de fútbol, perteneciente al Distrito de Miraflores, del departamento de Lima del Perú. A su vez, participó en la fundación de la Liga Peruana de Fútbol. 

## Historia
Miraflores Foot Ball Club o simplemente Miraflores F.B.C., un club, perteneciente a la Liga de Balnearios (en este caso Miraflores) del Perú. Es unos de varios clubes que fundaron la Liga Peruana de Fútbol (se presentaron 17 clubes).
Durante la organización y sorteo de los equipos en las categorías 1.ª y 2.ª división; al principio a  Miraflores Foot Ball Club le tocó participar en la primera división. Sin embargo en los registros indica que participó en la segunda división. Participa en la segunda división  (llamada división intermedia) por pocos años. Luego decide retornar a su liga de origen, denominada Segunda División Liga Provincial de Balnerios (equivalente a la 3.ª categoría, de la época). Nunca logró ascender a la 1.ª división.

## Nota
- En esa época, la Liga de Balnerios estaba conformado por los siguientes distritos: Magdalena, Miraflores, Chorrillos y Barranco.

## Enlaces
- Equipos Participantes 1912.
- Los 100 años del fútbol peruano.
- Tema: La Liga Peruana de Fútbol., Capítulo 4 de La difusión del fútbol en Lima , tesis de Gerardo Álvares Escalona, Biblioteca de la Universidad Nacional Mayor de San Marcos
- Tesis Difusión del Fútbol en Lima.
- Principios del Fútbol Peruano (enlace roto disponible en Internet Archive; véase el historial, la primera versión y la última)..

- Datos: Q5692678